# Liste der Außenlager des KZ Auschwitz I (Stammlager)

Karte des SS-Interessengebiets

Zunächst gehörten zum KZ Auschwitz I (Stammlager) eine Vielzahl von Außenlagern. Im November 1943 bekam das Nebenlager Buna eine eigene Verwaltung und die Benennung „KZ Auschwitz III (Monowitz)“. Ihm wurden andere Außenlager des KL Auschwitz I, die zu Industriebetrieben gehörten, zugeordnet. Die den Landwirtschaftsbetrieben des KZ Auschwitz angeschlossenen Außenlager waren ab diesem Zeitpunkt organisatorisch dem KZ Auschwitz II (Birkenau) zugeordnet, bis das KZ Auschwitz-Birkenau im November 1944 verwaltungsmäßig wieder dem Stammlager unterstellt wurde.

## Liste der Außenlager des KZ Auschwitz
Die Nebenlager wurden uneinheitlich mal als „Arbeitslager“, „Außenlager“, „Zweiglager“ oder „Außenkommando“ bezeichnet. Auch ihre Funktionen innerhalb des Gesamtkomplexes der Auschwitz-Lager waren unterschiedlich. In der Anfangszeit konnte es auch sein, dass ein Lager noch nicht dem KZ Auschwitz I unterstellt war, sondern einer lokalen SS-„Polizei“-Dienststelle.
Die folgende vollständige Liste umfasst alle 47 KZ-Nebenlager, die in der Besatzungszeit zu dem Gesamtkomplex der Auschwitz-Lager gehörten:
| Bezeichnung                         | Standort                                                                        | Tätigkeit, zugeordnete Produktionsbetriebe | Zahl der Häftlinge                                                                                   | Inbetriebnahme                                                 | Schließung/Befreiung                                   |
| ----------------------------------- | ------------------------------------------------------------------------------- | --- | --- | -------------------------------------------------------------- | ------------------------------------------------------ |
| Altdorf                             | Stara Wieś (Altdorf) bei Pszczyna (Pleß)                                        | Waldarbeiten; Behörde: Oberforstamt Pleß | knapp 20                                                                                             | 1. Oktober 1942                                                | 30. November 1943                                      |
| Althammer                           | Stara Kuźnia (Althammer)                                                        | Bau eines Wärmekraftwerkes (heutiges Kraftwerk „Halemba“) | 486 (17. Januar 1945)                                                                                | 15. September 1944                                             | Januar 1945                                            |
| Babitz                              | Babice (Babitz) bei Oświęcim (Auschwitz)                                        | Arbeit auf einem Gut der SS | 159 männliche (17. Januar 1945) und etwa 180 weibliche (Sommer 1944) Häftlinge                       | 1. März 1943                                                   | 18. Januar 1945                                        |
| Birkenau                            | Brzezinka (Birkenau) bei Oświęcim (Auschwitz)                                   | Arbeit auf einem Gut der SS | 204 (17. Januar 1945)                                                                                | 1943                                                           | Januar 1945                                            |
| Bismarckhütte                       | Chorzów (Königshütte)                                                           | Arbeit in der „Bismarckhütte“ bei der Produktion von Waffen und gepanzerten Fahrzeugen; Firma: Berghütte Königs- und Bismarckhütte AG                                                                     | 192 (17. Januar 1945)                                                                                | 1. September 1944                                              | 27. Januar 1945                                        |
| Blechhammer                         | Blachownia Śląska (Blechhammer) bei Koźle, einem Stadtteil von Kędzierzyn-Koźle | Bau chemischer Anlagen; Firma: Oberschlesische Hydrierwerke AG | 3958 männliche (17. Januar 1945) und 157 weibliche Häftlinge (30. Dezember 1944)                     | 1. April 1944                                                  | 26. Januar 1945                                        |
| Bobrek                              | Bobrek bei Oświęcim (Auschwitz)                                                 | Produktion von Elektroarmaturen für Flugzeuge und U-Boote; Firma: Siemens-Schuckertwerke AG | 213 männliche (17. Januar 1945) und 38 weibliche Häftlinge (30. Dezember 1944)                       | April/Mai 1944 (Beschäftigung von Häftlingen ab Dezember 1943) | 19. Januar 1945                                        |
| Brünn                               | Brno (Brünn), damals Protektorat Böhmen und Mähren                              | Bauarbeiten an der Technischen Akademie der SS und der Polizei; Arbeitgeber: SS-WVHA, Amt C, Bauleitung Brünn                                                                                             | 250 (Oktober 1943), 36 (17. Januar 1945)                                                             | 1. Oktober 1943                                                | Januar 1945 / 31. März 1945                            |
| Budy                                | Budy/Bór (Brzeszcze) bei Oświęcim (Auschwitz)                                   | Arbeit auf einem Gut der SS | einige Hundert weibliche Häftlinge                                                                   | April 1943                                                     | Herbst 1944                                            |
| Budy                                | Budy/Bór (Brzeszcze) bei Oświęcim (Auschwitz)                                   | Arbeit auf einem Gut der SS | 313                                                                                                  | April 1942                                                     | Januar 1945 (mit einer Pause im Herbst/Winter 1942/43) |
| Budy                                | Budy/Bór (Brzeszcze) bei Oświęcim (Auschwitz)                                   | Arbeit auf einem Gut der SS zur Bewässerung (Ausheben von Gräben) sowie zur Reinigung und Vertiefung von Fischteichen                                                                                     | etwa 400 weibliche Gefangene der Strafkompanie (Sommer 1942)                                         | Juni 1942                                                      | Frühjahr 1943                                          |
| Charlottengrube                     | Rydułtowy (Rydultau)                                                            | Arbeit im Bergwerk „Charlotte“ bei der Kohleförderung und beim Ausbau der Grube; Firma: Reichswerke Hermann Göring                                                                                        | 833 (17. Januar 1945)                                                                                | 19. September 1944                                             | 31. Januar 1945                                        |
| Chelmek                             | Chełmek (Chelmek)                                                               | Arbeiten an einer Schuhfabrik (Vertiefung und Reinigung des Teichs/Wasserspeichers); Firma: Ota Schlesische Schuh-Werke (früher „Bata“)                                                                   | etwa 150                                                                                             | 1. Oktober 1942                                                | 9. Dezember 1942                                       |
| Eintrachthütte                      | Świętochłowice (Schwientochlowitz)                                              | Arbeit in der „Eintrachthütte“ bei der Herstellung von Flugabwehrgeschützen; Firmen: OSMAG und Ost-Maschinenbau                                                                                           | 1297 (17. Januar 1945)                                                                               | Mai 1943 / 7. Juni 1943                                        | 23. Januar 1945                                        |
| Freudenthal                         | Bruntál (Freudenthal), damals Reichsgau Sudetenland                             | Verarbeitung von Obst; Firma: Emmerich Machold | 301 weibliche Häftlinge (30. Dezember 1944)                                                          | 1944                                                           | Januar 1945 / 8. Mai 1945                              |
| Fürstengrube                        | Wesoła (Fürstengrube) bei Mysłowice (Myslowitz)                                 | Arbeit im Bergwerk „Fürstengrube“ in der Kohleförderung und der Ausschachtung neuer Gruben; Firma: Fürstengrube GmbH                                                                                      | 1283 (17. Januar 1945)                                                                               | 2. September 1943                                              | 29. Januar 1945                                        |
| Gleiwitz I                          | Gliwice (Gleiwitz)                                                              | Ausbesserung des Eisenbahnfuhrparks; Firma: Reichsbahnausbesserungswerk Gleiwitz | 1336 (17. Januar 1945)                                                                               | März 1944                                                      | 21. Januar 1945                                        |
| Gleiwitz II                         | Gliwice (Gleiwitz)                                                              | Arbeit in der Rußherstellung (Frauen), Ausbesserung und Instandhaltung des Maschinenparks, Ausbau der Fabriken (Männer); Firma: Deutsche Gasrußwerke GmbH                                                 | 740 männliche (17. Januar 1945) und 371 weibliche (30. Dezember 1944) Häftlinge                      | 3. Mai 1944                                                    | 22. Januar 1945                                        |
| Gleiwitz III                        | Gliwice (Gleiwitz)                                                              | Arbeit in der Gleiwitzer Hütte bei der Ausbesserung der Hallen und anschließend bei der Herstellung von Waffen, Munition und Eisenbahnrädern; Firma: Zieleniewski – Maschinen- und Waggonbau GmbH, Krakau | 609 (17. Januar 1945)                                                                                | Juli 1944                                                      | 21. Januar 1945                                        |
| Gleiwitz IV                         | Gliwice (Gleiwitz)                                                              | Ausbau einer Kaserne sowie Reparatur und Umbau von Militärfahrzeugen | 444 (17. Januar 1945)                                                                                | Juni 1944                                                      | 21. Januar 1945                                        |
| Golleschau                          | Goleszów (Golleschau)                                                           | Arbeit in einer SS-Zementfabrik; Firma: Ostdeutsche Baustoffwerke GmbH – Golleschauer Portland Zement AG                                                                                                  | 1008 (17. Januar 1945)                                                                               | 15. Juli 1942                                                  | 21. Januar 1945                                        |
| Günthergrube                        | Lędziny (Lendzin)                                                               | Arbeit im Bergwerk „Piast“ in der Kohleförderung und der Ausschachtung der Grube „Günther“; Firma: Fürstlich-Plessische Bergwerks AG                                                                      | 586 (17. Januar 1945)                                                                                | 1. Februar 1944                                                | 19. Januar 1945                                        |
| Harmense                            | Harmęże (Harmense) bei Oświęcim (Auschwitz)                                     | Arbeit auf einem Gut der SS (Geflügel-, Kaninchen- und Fischzucht) | etwa 70 männliche Häftlinge                                                                          | 8. Dezember 1941                                               | 18. Januar 1945                                        |
| Harmense                            | Harmęże (Harmense) bei Oświęcim (Auschwitz)                                     | Arbeit auf einem Gut der SS (Geflügel- und Kaninchenzucht) | etwa 50 weibliche Häftlinge                                                                          | Juni 1942                                                      | 18. Januar 1945                                        |
| Hindenburg                          | Zabrze (Hindenburg)                                                             | Arbeit in der „Donnersmarckhütte“ bei der Herstellung von Waffen und Munition; Firma: Vereinigte Oberschlesische Hüttenwerke AG                                                                           | 50 männliche (17. Januar 1945) und 470 weibliche (30. Dezember 1944) Häftlinge                       | 1. August 1944                                                 | 19. Januar 1945                                        |
| Hubertushütte                       | Łagiewniki Śląskie (Hohenlinde)                                                 | Arbeit in der „Hubertushütte“; Firma: Berghütte Königs- und Bismarckhütte AG | 202 (17. Januar 1945)                                                                                | 20. Dezember 1944                                              | 19. Januar 1945                                        |
| Janinagrube                         | Libiąż                                                                          | Arbeit in der Grube „Janina“ in der Kohleförderung; Firma: Fürstengrube GmbH | 853 (17. Januar 1945)                                                                                | 4. September 1943                                              | 18. Januar 1945                                        |
| Jawischowitz                        | Jawiszowice (Jawischowitz) bei Brzeszcze                                        | Arbeit im Bergwerk „Brzeszcze-Jawischowitz“ in der Kohleförderung sowie Bauarbeiten über Tage; Firma: Reichswerke Hermann Göring                                                                          | 1988 (17. Januar 1945)                                                                               | 15. August 1942                                                | 19. Januar 1945                                        |
| Kobier                              | Kobiór (Kobier)                                                                 | Forstarbeiten; Behörde: Oberforstamt Pleß | 158 (25. April 1943)                                                                                 | 1. Oktober 1942                                                | 30. September 1943                                     |
| Lagischa                            | Łagisza (Lagischa)                                                              | Bau des Wärmekraftwerks „Walter“; Firma: Energie-Versorgung Oberschlesien AG | etwa 1000                                                                                            | 15. Juni 1943 / September 1943                                 | 6. September 1944                                      |
| Laurahütte                          | Siemianowice (Siemianowitz)                                                     | Arbeit in der „Laurahütte“ bei der Herstellung von Flugabwehrgeschützen; Firma: Berghütte Königs- und Bismarckhütte AG                                                                                    | 937 (17. Januar 1945)                                                                                | 1. April 1944                                                  | 24. Januar 1945                                        |
| Lichtewerden                        | Světlá (Lichtvard), damals Reichsgau Sudetenland                                | Arbeit in einer Zwirnfabrik; Firma: G. A. Buhl und Sohn | 300 weibliche Häftlinge (30. Dezember 1944)                                                          | 11. November 1944                                              | Januar 1945 / 6. Mai 1945                              |
| Monowitz (Buna)                     | Monowice (Monowitz) bei Oświęcim (Auschwitz)                                    | Bau eines Chemiebetriebes; Firma: IG Farbenindustrie AG | 10223 (17. Januar 1945)                                                                              | 31. Mai 1942 / Oktober 1942 (Beschäftigung ab März/April 1941) | 27. Januar 1945                                        |
| Neu-Dachs                           | Jaworzno                                                                        | Arbeit in den Steinkohlebergwerken in Jaworzno sowie Bau des Kraftwerks „Wilhelm“; Firma: Energieversorgung Oberschlesien AG                                                                              | 3664 (17. Januar 1945)                                                                               | 15. Juni 1943                                                  | 19. Januar 1945                                        |
| Neustadt                            | Prudnik (Neustadt, Oberschlesien)                                               | Arbeit in einer Textilfabrik; Firma: Schlesische Feinweberei AG | 399 weibliche Häftlinge (30. Dezember 1944)                                                          | 26. September 1944                                             | 19. Januar 1945                                        |
| Plawy                               | Pławy (Plawy) bei Oświęcim (Auschwitz)                                          | Arbeit auf einem Gut der SS | 138 männliche (17. Januar 1945) und etwa 200 weibliche (Januar 1945) Häftlinge                       | 20. Dezember 1944 (Männer), 3. Januar 1945 (Frauen)            | 18. Januar 1945                                        |
| Radostowitz                         | Radostowice (Radostowitz) bei Pszczyna (Pleß)                                   | Forstarbeiten; Behörde: Oberforstamt Pleß | etwa 20                                                                                              | 1942                                                           | 1943 (mit einer Pause im Winter 1942/43)               |
| Raisko                              | Rajsko (Raisko) bei Oświęcim (Auschwitz)                                        | Arbeit auf einem Gut der SS (Gartenbau, Versuchspflanzung von Kok-Saghys) | etwa 300 weibliche Häftlinge (1944)                                                                  | Juni 1943                                                      | Januar 1945                                            |
| Sonderkommando Kattowitz            | Katowice (Kattowitz)                                                            | Bau von Luftschutzkellern und Baracken für die Gestapo | 10                                                                                                   | 20. Januar 1944                                                | 31. Januar 1945                                        |
| Sosnitza                            | Sośnica (Sosnitza, Gleiwitz-Oehringen)                                          | Abriss von Gebäuden eines Kriegsgefangenenlagers | etwa 30                                                                                              | Juli 1940                                                      | August 1940                                            |
| Sosnowitz I                         | Sosnowiec (Sosnowitz)                                                           | Renovierung eines Bürogebäudes - Marktstr.12 (ulica Targowa 12) | 100                                                                                                  | 31. August 1943                                                | 17. Januar 1945                                        |
| Sosnowitz II                        | Sosnowiec (Sosnowitz)                                                           | Arbeit in einer Eisenhütte beim Guss von Rohren für Flugabwehrgeschütze sowie bei der Herstellung von Granaten; Firma: Berghütte Ost-Maschinenbau GmbH                                                    | 863 (17. Januar 1945)                                                                                | Mai 1944                                                       | 17. Januar 1945                                        |
| 2. SS-Bauzug in Karlsruhe           | Carlsruhe in Oberschlesien                                                      | Wegräumen von Schutt und Ausbesserung von Eisenbahngleisen; Behörde: Amt C des SS-WVHA | etwa 500                                                                                             | September 1944                                                 | Oktober 1944                                           |
| SS-Hütte Porombka                   | Międzybrodzie                                                                   | Bau und Versorgung eines SS-Urlaubsheims („Solahütte“) | einige Dutzend männliche Häftlinge während des Baus, einige weibliche Häftlinge während des Betriebs | Herbst (Oktober/November) 1940                                 | Januar 1945                                            |
| Trzebinia                           | Trzebinia                                                                       | Ausbau einer Raffinerie; Firma: Erdöl Raffinerie GmbH | 641 (17. Januar 1945)                                                                                | 1. Juli 1944 / August 1944                                     | 31. Januar 1945                                        |
| Tschechowitz I (Bombensuchkommando) | Czechowice-Dziedzice                                                            | Räumung von Blindgängern in der Raffinerie und auf dem angrenzenden Gelände; Firma: Vacuum Oil Company | etwa 100                                                                                             | August 1944                                                    | September 1944                                         |
| Tschechowitz II (Vacuum)            | Czechowice-Dziedzice                                                            | Wegräumen von Schutt, Instandhaltung der Raffinerie; Firma: Vacuum Oil Company | 561 (17. Januar 1945)                                                                                | September 1944                                                 | Januar 1945                                            |

## Bilder

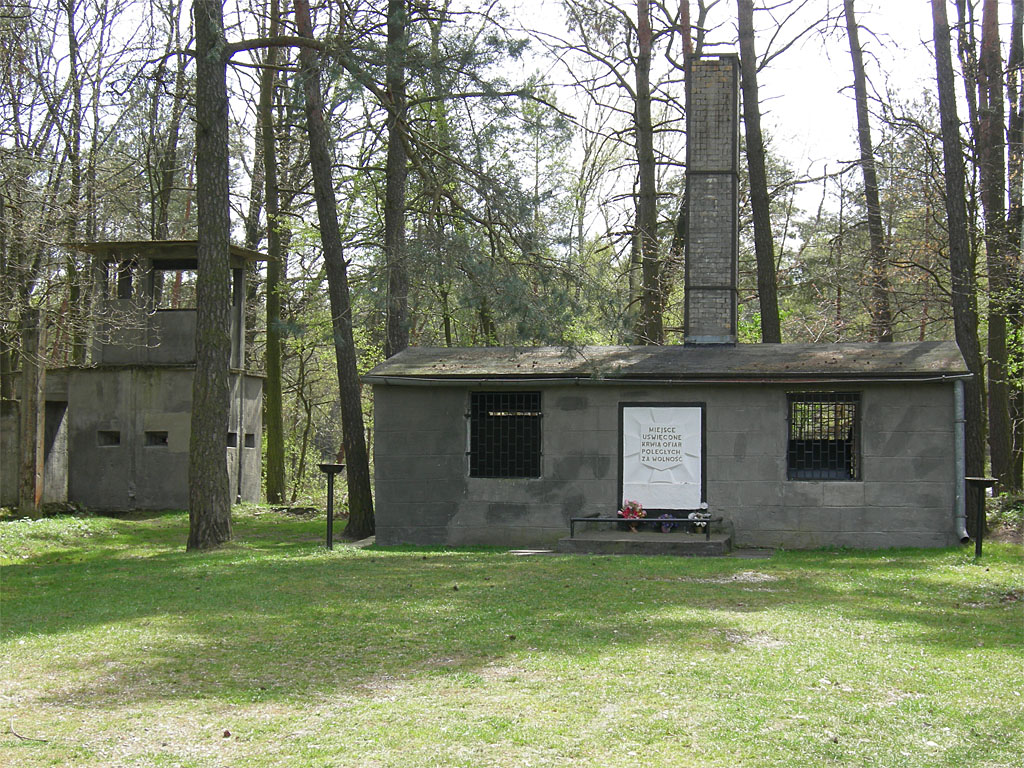
Nebenlager Blechhammer, Krematorium (2007)
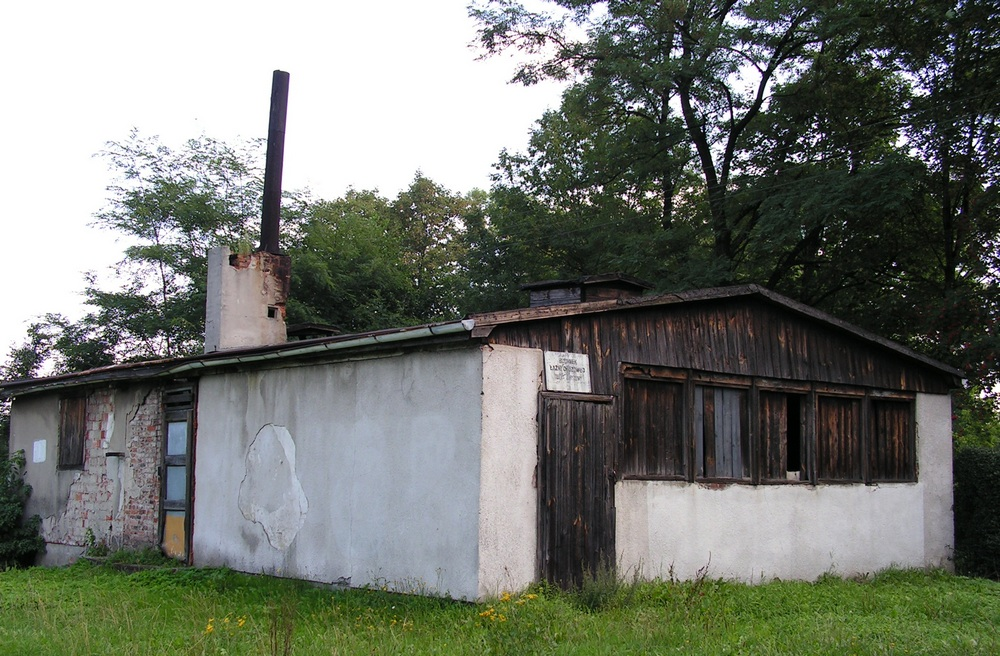
Nebenlager Jawischowitz, Überreste einer Baracke (2006)
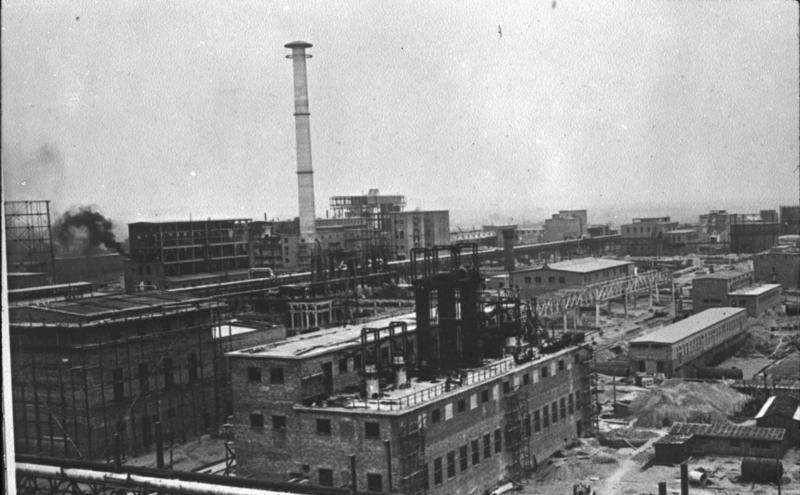
IG-Farbenwerke Monowitz (1941)
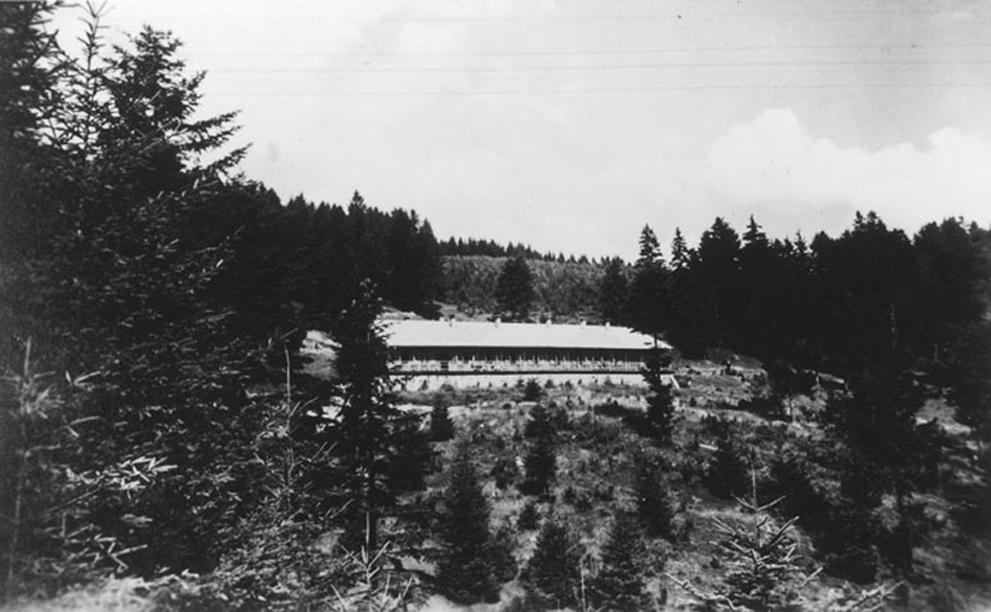
SS-Urlaubsheim Solahütte (vor 1945)

### Dokumentarfilme
- Auschwitz – Das Projekt (Frankreich, 2017, 57 Min, Regie E. Weiss, deutsche und frz. Fassungen) – ein Überblick über den räumlichen Ausbau der KZ-Auschwitz-Bauten von 1940 bis 1945 (Bilder von Nebenlagern und Zwangsarbeitsstätten in Industrie und Landwirtschaft) in der besetzten Region westlich von Krakau mittels Luftbildaufnahmen aus der Gegenwart.